# (7544) Tipografiyanauka
(7544) Tipografiyanauka (1976 UB2) – planetoida z pasa głównego asteroid okrążająca Słońce w ciągu 4,95 lat w średniej odległości 2,9 j.a. Odkryta 26 października 1976 roku.